# Irving Small
Pour les articles homonymes, voir Small.
Irving Wheeler Small, né le 19 juillet 1891 à Cambridge (Massachusetts) et mort le 12 décembre 1955 à Monrovia (Californie), est un joueur américain de hockey sur glace.

## Carrière
Joueur de la Boston Athletic Association, Irving Small participe avec l'équipe des États-Unis de hockey sur glace aux Jeux olympiques d'hiver de 1924 se tenant à Chamonix. Les Américains y sont vice-champions olympiques.